# Aetomilitsa
Aetomilitsa (in greco Αετομηλίτσα?, in arumeno Densko o Denicko) è una ex comunità della Grecia nella periferia dell'Epiro (unità periferica di Giannina) con 304 abitanti secondo i dati del censimento 2001.
È stata soppressa a seguito della riforma amministrativa, detta Programma Callicrate, in vigore dal gennaio 2011 ed è ora compresa nel comune di Konitsa.
Il paese si trova sulle pendici del monte Gramos. In passato era anche noto come Denisko o Densko (Ντένισκο)
Durante la Guerra civile greca Aetomilitsa era considerata la sede dei ribelli (il cosiddetto "Esercito Democratico Greco") perché il leader del movimento, Markos Vafiadis, vi creò il suo "governo della montagna".